# 红山体育馆
红山体育馆是一座位于中国新疆乌鲁木齐的室内体育馆，2002年建成开放，占地1.5万平米，顶部外观设计成盛开的雪莲，下部形如飞碟，能容纳4500名观众。经常在此举办篮球和排球比赛，2023年以前为中国篮球职业联赛球队新疆广汇飞虎篮球俱乐部的主场馆。